# Додыхудоев, Рахим Халилович
Рахи́м Хали́лович Додыхудо́ев (тадж. Раҳим Халилович Додихудоев; 15 июня 1928 — 14 ноября 1995, Москва) — советский, таджикский иранист и памировед.

## Биография
С 1953 по 1956 год учился в Военном институте иностранных языков Министерства обороны (Москва) по специальности «иранские языки». В 1954 г. проходил практику в Иране. После демобилизации был принят на IV курс историко-филологического факультета Таджикского государственного университета, который закончил в 1958 г. по специальности «Иранские языки и литература».
В 1963 г. После окончания аспирантуры при Восточном факультете ЛГУ, под руководством С. Н. Соколова, защитил кандидатскую диссертацию по теме «Историческая фонетика шугнанского языка (консонантизм)». В 1980 г. защитил докторскую диссертацию по теме «Лингвистический анализ микротопонимии Памира» в Институте языкознания АН СССР.
В 1980 г. создал Таджикский педагогический институт русского языка и литературы им. А. С. Пушкина (ныне Таджикский государственный институт языков имени С. Улугзода) в Душанбе, где проработал ректором до 1984 г. Вел общие курсы по таджикскому языку и спецкурс по памирским языкам; лекции и практические занятия по историю иранских языков, древне- и среднеперсидскому языкам, языку Авесты.
С 1985 по 1995 был главным научным сотрудником Института востоковедения и письменного наследия Таджикской академии наук в Душанбе.

## Награды
Рахим Халилович Додыхудоев награждён знаками отличия «Отличник народного образования Таджикской ССР», «Отличник просвещения СССР». Имеет две медали Президиума Верховного Совета Таджикской ССР.